# Magdalena Casamitjana
Magdalena Casamitjana i Aguilà (Rosas, Gerona, 27 de enero de 1963) es una política española, alcaldesa de Rosas entre 2007 y 2011, bajo las siglas del Partido de los Socialistas de Cataluña. En el mismo periodo, fue diputada provincial a la Diputación de Gerona
El año 2012 abandonó el PSC por discrepancias ideológicas para fundar Nueva Izquierda Catalana (NeCat), junto con Ernest Maragall, partido que se fusionó con Moviment Catalunya, formado por otros críticos del PSC, y que dieron lugar al Moviment d'Esquerres (MES). Desde junio del 2015, ocupa la presidencia de este partido político.
En las elecciones al Parlamento de Cataluña de 2015 fue elegida diputada por Barcelona en la lista de Junts pel Sí.